# ヨナス・リー

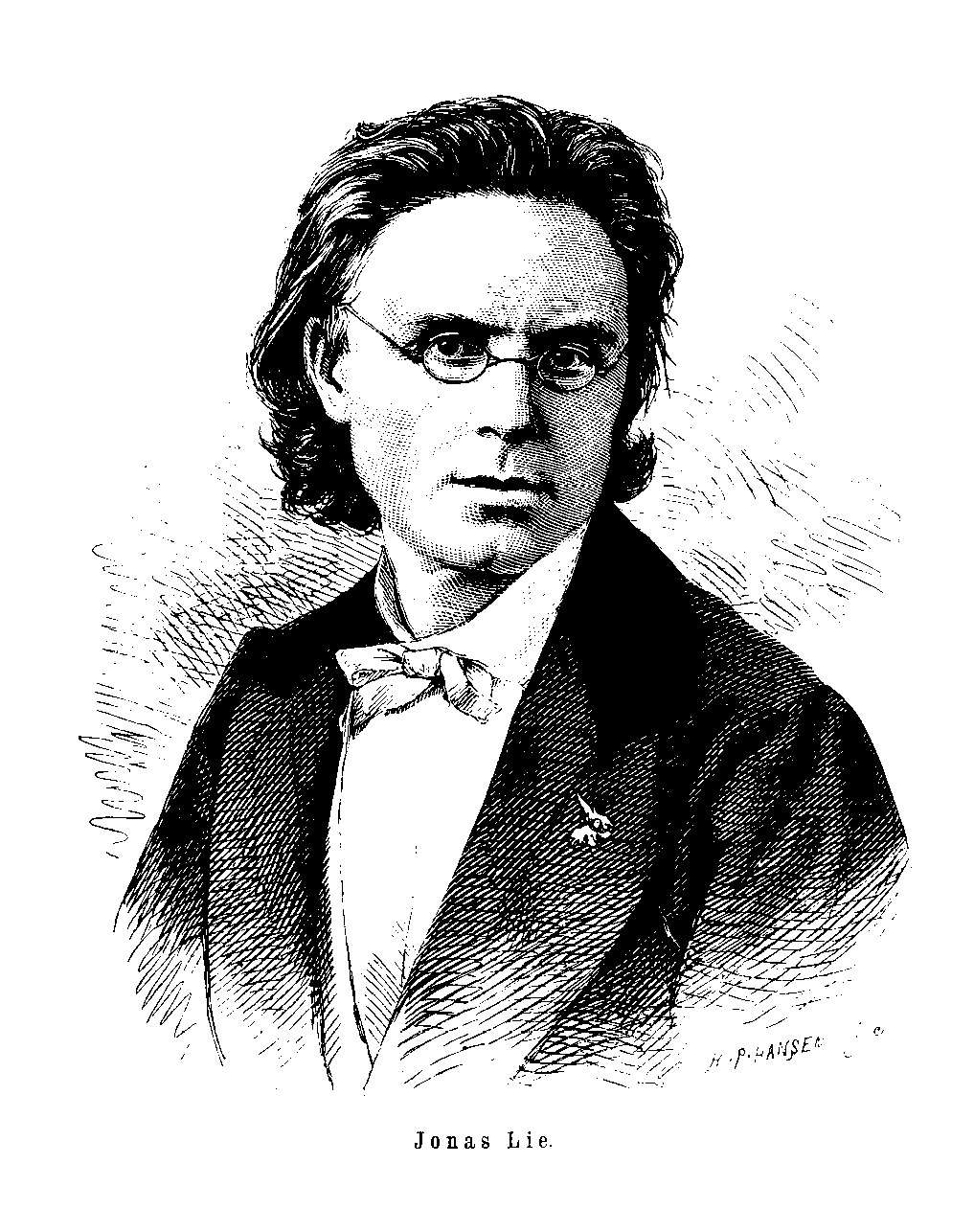
ヨナス・リー

ヨナス・ラウリッツ・イデミル・リー(Jonas Lauritz Idemil Lie,1833年11月6日-1908年6月5日)は、ノルウェーの小説家、詩人、劇作家で、ヘンリック・イプセン、ビョルンスティエルネ・ビョルンソン、アレクサンダー・ヒェランと並んで 19世紀のノルウェー文学の4人の偉人の一人として考えられている。

## 生い立ち
ヨナス・リーは、ノルウェーのブスケルー県のØvre EikerにあるHokksundで生まれた。リーの父親は彼の息子が生まれた五年後、北極圏内にあるトロムソの保安官に任命された。若いヨナス・リーは、彼の人生で最も多感な6年間を遠く離れた港町で過ごした。
彼は、Fredriksvernの海軍学校へ入ったが、しかし彼の不完全な視力が原因で、海での生活をあきらめた。彼は、ベルゲンにあるベルゲン聖堂学校に移った。1851年にクリスチャニア大学(現在のオスロ大学)に入学、イプセンやビョルンソンなどと知遇を得る。彼は1857年に法学科を卒業後すぐにミョーサ湖とスウェーデンとの国境の間にある町、Kongsvingerで実習を積んだ。

## 経歴

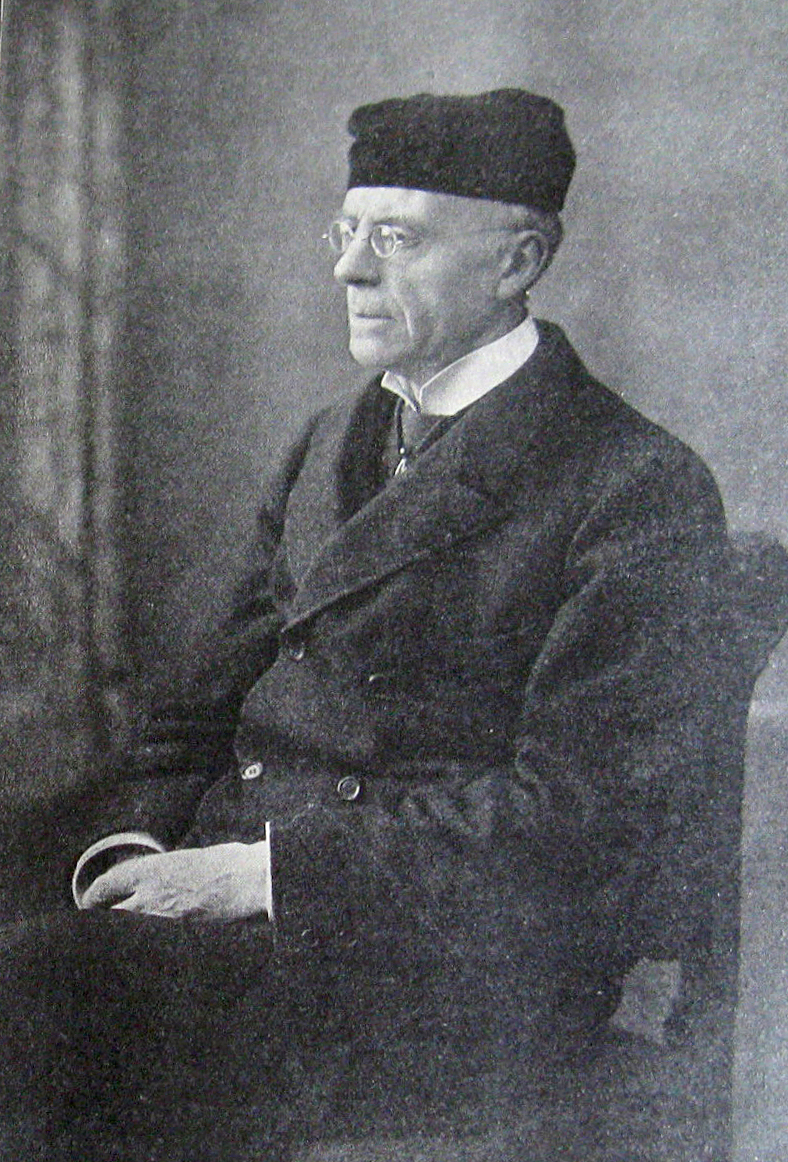
ヨナス・リー

Kongsvingerでの顧客は多くなく、リーは新聞へ寄稿する時間を見つけ、クリスチャニア(現在のオスロ)のいくつかの雑誌の頻繁な投稿者になった。彼の最初の作品は1866年に出された一巻の詩であったが、成功しなかった。彼は専らジャーナリズムに専念していたその後の4年間は、熱心に働き、報酬も多くをもらわなかったが、執筆者としての準備を得たことと、次のキャリアへ役に立つことを証明する能力を手に入れていた。
1870年、彼は『Den Fremsynte』(空想家、あるいはノールランからの絵)を出版した。 これは、海の激しい物語と北方の迷信を綴った著作である。翌年にはノールランを再訪し、フィンマルク県を旅した。1874年からノルウェー議会は彼に、詩人年金を与えるようになった。政府から少しの恩給を受け取り、彼は、幼児期の場面にヨーロッパで見つけることができた最も大きな対照を捜した。そしてローマへ向けて出発した。一時は彼は北ドイツに住んだ。次にバイエルンに移住した。そして冬はパリで過ごした。1882年になって一時はノルウェーを訪ねた。しかし、ヨーロッパ大陸に戻った。彼の自分の生れた土地からの自発的な国外追放は、クリスチャンサン近くのHolskogenに定住した1893年の春に終わった。彼の作品は、それからが多くだされたものである。

## 作品
ヨナス・リーはしばしば彼の著作の中で自然や農民の暮らしノルウェー国民の社会精神を映し出すことをしばしば探し求めていた。彼の作品は家庭生活を女性の知識階層の知識面や社会的な制限の描写を含む、様々な場面でもって取り扱ってきた。リーは、多才な作家であった。リベラルでモダンでもあったが、伝統にも強く根付いていた。リーの最高の作品として考えられているのは『Familien paa Gilje 』(" The Family at Gilje:A Domestic Story of the Forties")(邦訳は『ジリーの家族』)である。この作品は役人の家の生活の印象的な記録であり、そしてこんな家庭の娘に僅かな選択肢が与えられているものである。 彼の二つの短編小説をまとめたものはTroldと呼ばれていて、ノルウェーの北方の沿岸に住んでいる庶民と漁師たちの迷信を取り込んでいる。そして多くの選集された短編小説「Elias and the Draugh」が選集の中に含まれている形で Gyldendal Norsk Forlagよりオリジナルが出版されている。そして1983年にロアルド・ダールによって「Roald Dahl's Book of Ghost Stories」(邦訳は『ロアルド・ダールの幽霊物語』の中に再版されている。

## 私生活
1904年、ノルウェー国王はリーに聖オーラヴ勲章大十字章を授けた。彼は、1860年に彼のいとこであるトマシーネ・ヘンリエッテ・リー(Thomasine Henriette Lie, 1833年-1907年)と結婚した。彼らは五人の子供を授かったが、そのうちの二人が若くして死んだ。ヨナス・リーは、1908年にSandvikaのFleskumで死んだ。妻のトマシーネが死んでから一年経っていなかった。彼らは、ノルウェーの作家で文化史家であるエリック・リー (Erik Lie，1868年-1943年) の両親である。ヨナス・リーは、作家のベルント・リー(Bernt Lie，1868年-1916年)のおじにあたる。トマシーネ・ヘンリエッテ・リーは、ノルウェー生まれでアメリカで活躍した画家のヨナス・リー(作家と同名)のおばにあたる。

## 日本語訳作品
- 漁師とドラウグ （中野善夫訳、国書刊行会、1996年）
  - 収録作：漁師とドラウグ / スヨーホルメンのヨー / 綱引き / 岩の抽斗 / アンドヴァルの鳥 / イサクと牧師 / 風のトロル / 妖魚 / ラップ人の血 / 青い山脈の西で / 「あたしだよ」

## 作品
| - Digte 1866 - Den Fremsynte 1870 - Tremasteren Fremtiden 1872 - Fortællinger og Skildringer 1872 - Lodsen og hans Hustru 1874 - Faustina Strozzi 1875 - Thomas Ross 1878 - Adam Schrader 1879 - Rutland 1880 - Grabows Kat 1880 - Gaa paa! 1882 | - Livsslaven 1883 - Familjen paa Gilje 1883 - En Malstrøm 1884 - Otte Fortællinger 1885 - Kommandørens Døtre 1886 - Et Samliv 1887 - Maisa Jons 1888 - Digte 1889 - Onde Magter 1890 - Trold I-II 1891-92 - Niobe 1893 | - Lystige Koner 1894 - Naar Sol gaar ned 1895 - Dyre Rein 1896 - Lindelin 1897 - Wulffie & Co 1897 - Faste Forland 1899 - Naar Jerntæppet falder 1901 - Ulfvungerne 1903 - Østenfor Sol, vestenfor Maane og bagom Babylons Taarn! 1905 - Eventyr 1908 - Jonas Lie og hans samtidige 1915 |

## 参照
1. ↑  Jonas Lie (Literature Network)
2. ↑  Biography of Jonas Lie (Kuusankosken kaupunginkirjasto) Archived 2012年3月13日, at the Wayback Machine.
3. ↑  Jonas Lie – utdypning (Store norske leksikon)
4. ↑  Jonas Lie, forfatterside(Dagbladet) Archived 2001年11月25日, at the Wayback Machine.
5. ↑  Roald Dahl's Book of Ghost Stories (Roald Dahl's Fans.com)
6. ↑  Jonas Lie – Norsk Forfatter (Store norske leksikon)